# Chéraga
Chéraga (em árabe: شراقة), anteriormente Chéragas, é uma cidade localizada na província de Argel, no norte da Argélia. Sua população era de 80 824 habitantes, em 2008.